# Kampung Johar Baru
Kampung Johar Baru is een bestuurslaag in het regentschap Deli Serdang van de provincie Noord-Sumatra, Indonesië. Kampung Johar Baru telt 353 inwoners (volkstelling 2010).